# Bédane

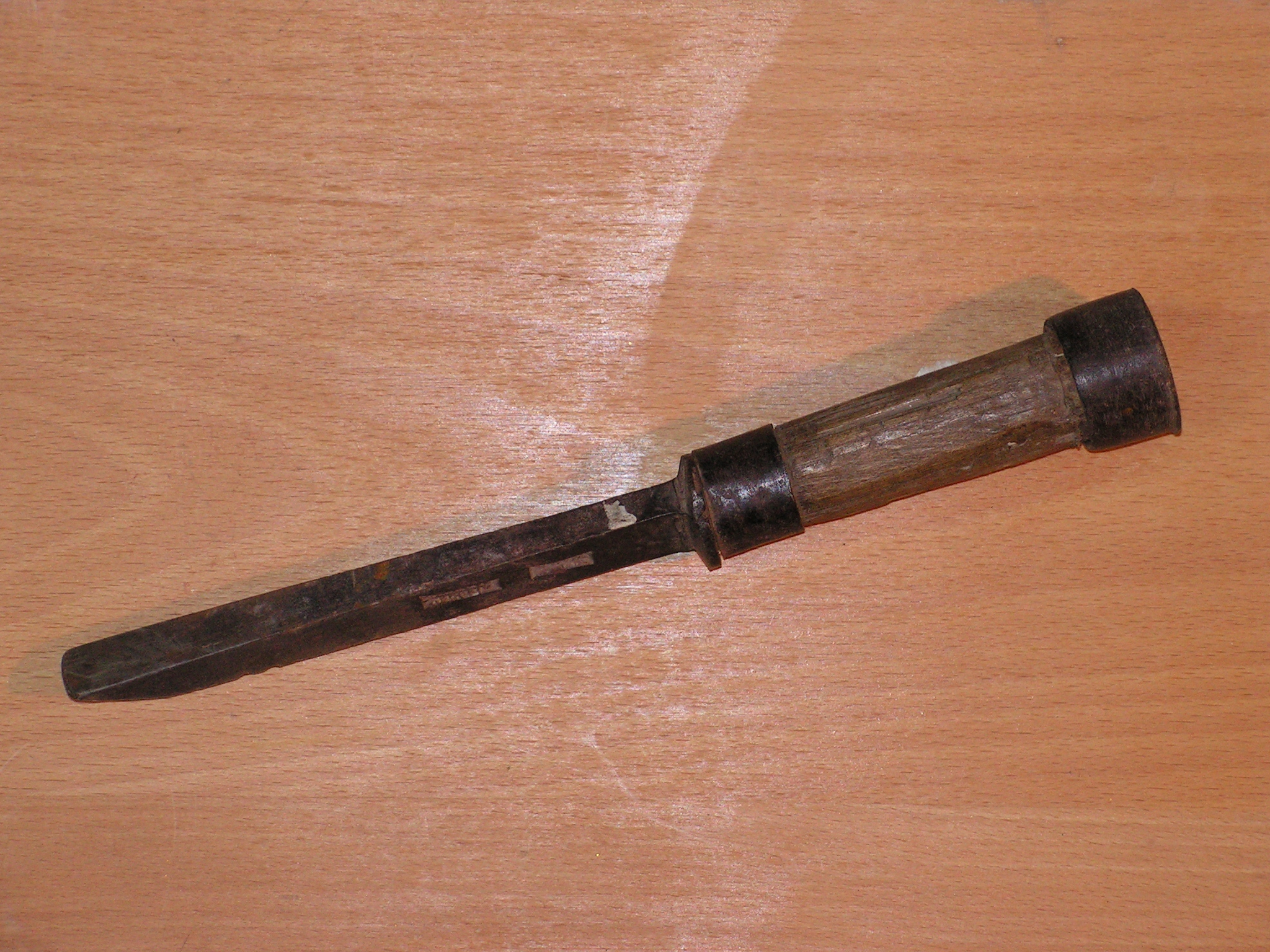
Bédane (outil manuel).

Un bédane est un outil proche du ciseau à bois, mais plus épais, ce qui lui donne plus de résistance. 
Il doit son nom à sa ressemblance avec un bec de canard, ou bec d'ane (vieux mot français dérivé du latin anas), le canard, simplifié en bédane.
Le bédane est utilisé pour faire des mortaises permettant d'accueillir les tenons, la base de l'assemblage des meubles et des ouvrages de menuiserie. Le bédane est frappé à l'aide d'un maillet en bois.
Le bédane est également utilisé comme outil de coupe pour la réalisation de pièces en bois tournées entre pointes.
Le bédane est aussi utilisé en lutherie, pour sculpter le bois des pièces des instruments.

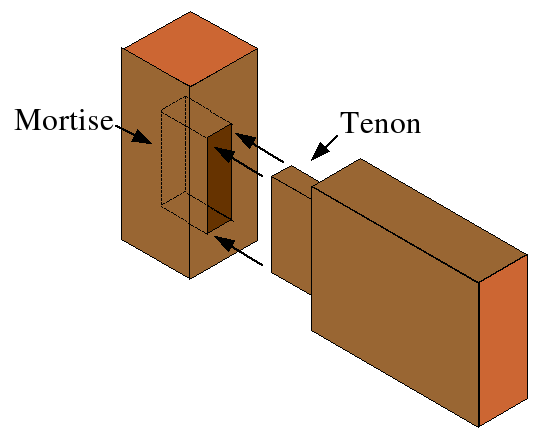
Mortaise (mortaise).

## Bédane pour mortaiseuse

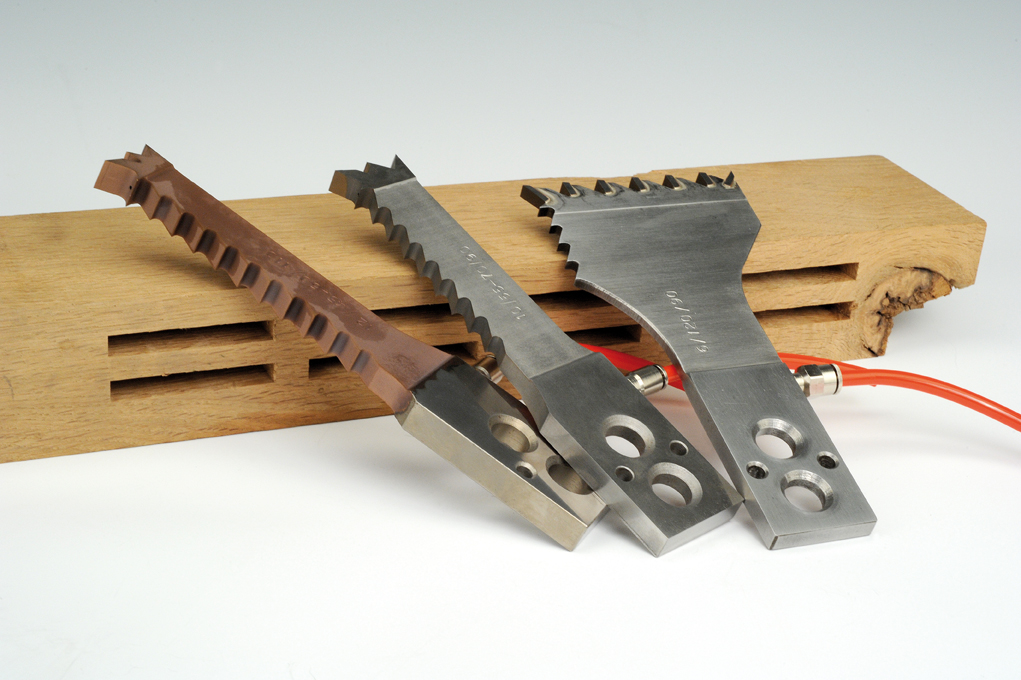
Bédane carbure, outil mécanique pour mortaiseuse.

Le bédane est aussi un outil mécanique dans une machine-outil appelée mortaiseuse à bois. Dans ce cas, il travaille par oscillations. Il est composé de dents à sa surface et de dents d'évacuation sur le côté. Il peut être couplé avec une soufflerie branchée directement sur la machine afin de refroidir l'outil et de mieux évacuer les copeaux de bois.